# Apate geayi
Apate geayi är en skalbaggsart som beskrevs av Pierre Lesne 1907. Apate geayi ingår i släktet Apate och familjen kapuschongbaggar. Inga underarter finns listade i Catalogue of Life.